# Жаме, Ив
Ив Жаме́ (фр. Yves Jamait; род. 28 октября 1961 в г. Дижоне) — французский шансонье. До того, как посвятить себя музыке, занимался разнообразной деятельностью. Созданный им в 1998 году музыкальный коллектив первоначально являлся трио и имел название «De Verre en vers». Под этим же названием вышел первый альбом артиста. Позже состав группы увеличился, а название было заменено на «Jamait». Ив Жамэ автор музыки и текстов большинства исполняемых им песен, некоторые из которых имеют автобиографический характер. Обязательный атрибут сценического образа артиста — кепка («товарищ в кепке»). Является поклонником творчества Владимира Высоцкого.

## Дискография
- De Verre en vers (2003)
- Le Coquelicot (2006)
- Je passais par hasard (2008)
- Yves Jamait en concert (2009)
- Saison 4 (2011)
- Amor Fati (2013)
- Je me souviens… (2015)
- Mon totem (2018)
- L’autre (2022)